# Alfred Klemm (Theologe)
Alfred Klemm (* 8. November 1840 in Ellwangen; † 27. März 1897 in Backnang) war ein evangelisch-lutherischer Pfarrer und Heimatforscher in Württemberg.

## Leben
Klemm wurde 1840 als der jüngste Sohn des Ellwangener Oberamtmanns geboren. Er wuchs in Esslingen auf, wohin sein Vater 1845 versetzt wurde. Er studierte von 1858 bis 1863 evangelische Theologie in Tübingen und wurde dort 1859 Mitglied der Studentenverbindung Staufia.  Nach Abschluss seines Theologiestudiums unternahm er 1865 eine längere Reise nach Norddeutschland. Anschließend war er Repetent im Stift zu Tübingen, bis er 1869 als Diaconus in Vaihingen angestellt wurde. Bei Umbauarbeiten der Vaihinger Peterskirche entdeckte er viele Grabdenkmale, die bei ihm Interesse an Epigraphik und Steinmetzzeichenforschung weckten. Aus diesem Interesse entsprang 1875 eine Veröffentlichung über die württembergischen Baumeister bis zum Jahre 1600, eine umfassendere Abhandlung zu diesem Thema erschien 1882 in den Württembergischen Vierteljahresheften für Landesgeschichte. 
Auch an den anderen Orten seines Wirkens setzte Klemm seine architektur- und kirchengeschichtlichen Forschungen fort. Von 1876 bis 1887 war er Hilfspfarrer und Bezirksschulinspektor in Geislingen an der Steige, anschließend Dekan im Dekanat Sulz. Von 1892 bis zu seinem frühen Tod wirkte er als Dekan in Backnang.

## Veröffentlichungen (Auswahl)
- Württembergische Baumeister und Bildhauer bis ums Jahr 1750. W. Kohlhammer, Stuttgart 1882.